# Catch My Breath
Singles de Kelly Clarkson
Dark Side
(2012) Don't Rush
(2012)
Pistes de Greatest Hits – Chapter One
Walk Away People Like Us
Catch My Breath est une chanson de la chanteuse américaine Kelly Clarkson extrait de son album de compilation Greatest Hits - Chapter One. Elle sort en single le 10 octobre 2012.

## Crédits et personnels
| - Chant - Kelly Clarkson - Auteurs – Kelly Clarkson, Jason Halbert, Eric Olson | - Production – Jason Halbert |

- Crédits extraits du livret de l'album Stronger, 19 Recordings, RCA Records, Sony Music[1].

### Sources
- (en) Cet article est partiellement ou en totalité issu de l’article de Wikipédia en anglais intitulé « Catch My Breath » (voir la liste des auteurs).